# Phastia alcimede
Phastia alcimede är en fjärilsart som beskrevs av Druce 1890. Phastia alcimede ingår i släktet Phastia och familjen tandspinnare. Inga underarter finns listade i Catalogue of Life.